# Tagaru
Tagaru è un film del 2018, diretto da Duniya Soori.

## Colonna sonora
1. Anthony Daasan – Tagaru Banthu Tagaru
2. Ananya Bhat, Sree Raksha Achar – Mental Ho Jawa
3. Ananya Bhat – Hold on
4. Siddharth Belmannu – Badukina Bannave
5. Charan Raj, Siddharth Belmannu – Balma (testo: Jayanth Kaikini)
6. Charan Raj – Jeeva Sakhi
7. Sanjith Hegde – Gumma Banda Gumma (Police Theme)